# 泉街車站 (IND第八大道線)

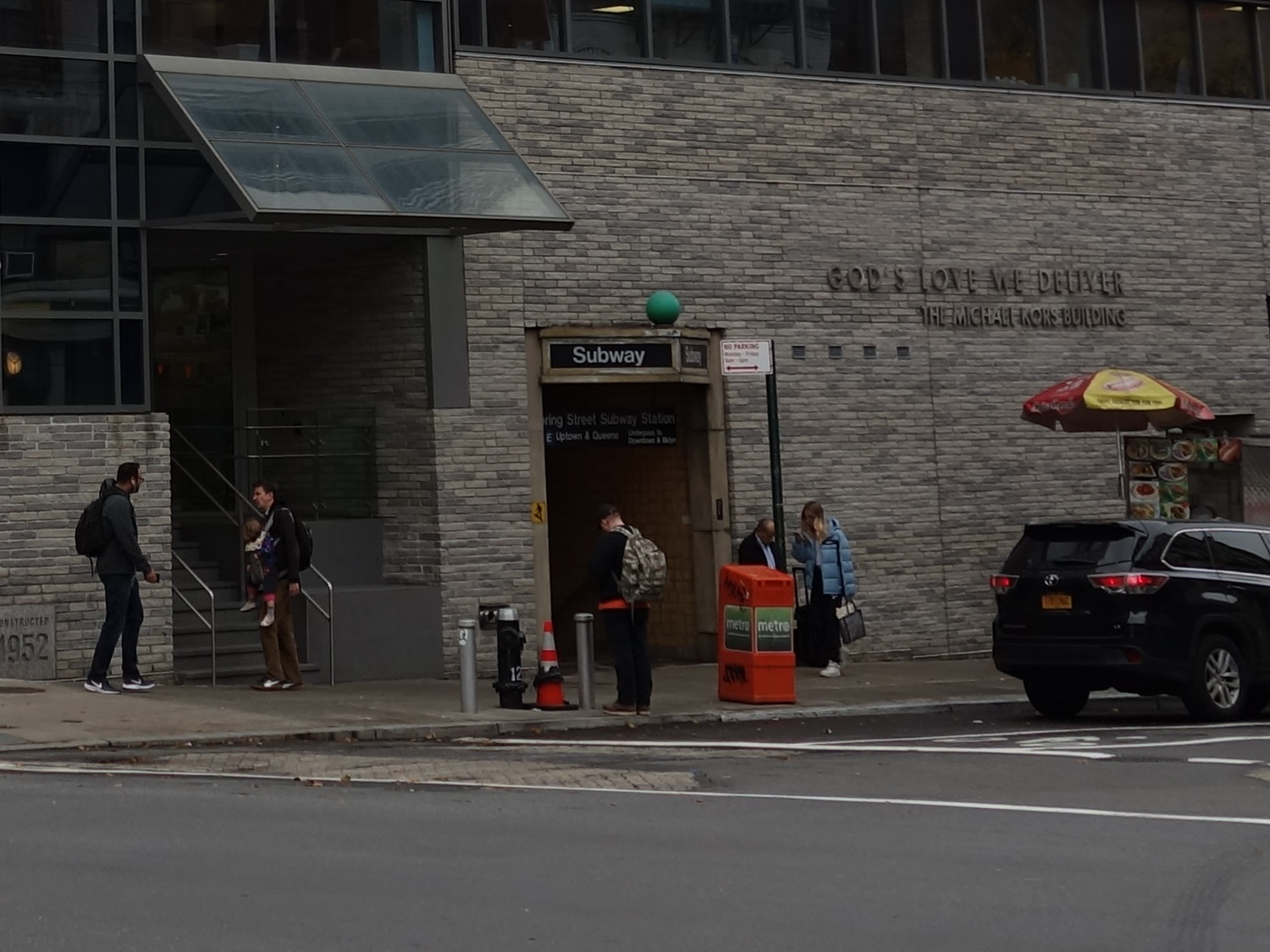
北行入口

泉街車站（英語：Spring Street station）是美國紐約地鐵IND第八大道線的一個慢車地鐵站，位於曼哈頓下城哈德遜廣場和蘇豪區泉街及第六大道交界，設有C線（任何時候停站（深夜除外））、E線（任何時候停站）、A線（僅深夜停站）列車服務。

## 歷史
泉街車站在1932年9月10日啟用，作為原初首段IND第一段由錢伯斯街至英伍德-207街的一部分。1933年和1936年分別經IND福爾頓街線南延至布魯克林，而1933年8月IND皇后林蔭路線通車後，由泉街直接前往皇后區的傑克遜高地。
車站作為2010－2014年度MTA資金計劃的一部分計劃進行翻新。MTA一項在2014年進行的研究發現車站有31%的零件過期。

## 車站結構
| G      | 街道       | 出入口 |
| 月台層 | 側式月台   | 側式月台 |
| 月台層 | 北行慢車   | ← 往168街 (西四街-華盛頓廣場) ← 往牙買加中心-帕森斯／射手 (西四街-華盛頓廣場) ← 深夜時往英伍德-207街 (西四街-華盛頓廣場) |
| 月台層 | 北行快車   | ← 不停靠 |
| 月台層 | 南行快車   | → 不停靠 → |
| 月台層 | 南行慢車   | → 往尤克利德大道 (堅尼街) → → 往世界貿易中心 (堅尼街) → → 深夜時往遠洛克威-莫特大道 (堅尼街) →                           |
| 月台層 | 側式月台   | |
| B2     | 月台下跨道 | 平台間連接 |

與大部分慢車地鐵站相同，泉街設有兩個側式月台和四條軌道。兩個中央快車軌道由在日間由A線列車使用。一條閘內的下通道容許反方向轉乘。

### 出口
所有閘機區都位於月台層。車站的主要閘機位於月台南端。各個閘機包括標準的轉棍閘機、一個票務處以及一條通往泉街及第六大道的樓梯。北行側的出口建於學校大樓內，並前往東北角；而南行側前往西北角。南行月台設有無職員駐守的閘機，並設有一條樓梯前往范達姆街及第六大道西南角。此站北端還設有已關閉的閘機區，並前往王子街/查爾頓街及第六大道的全部四個角落。

## 藝術

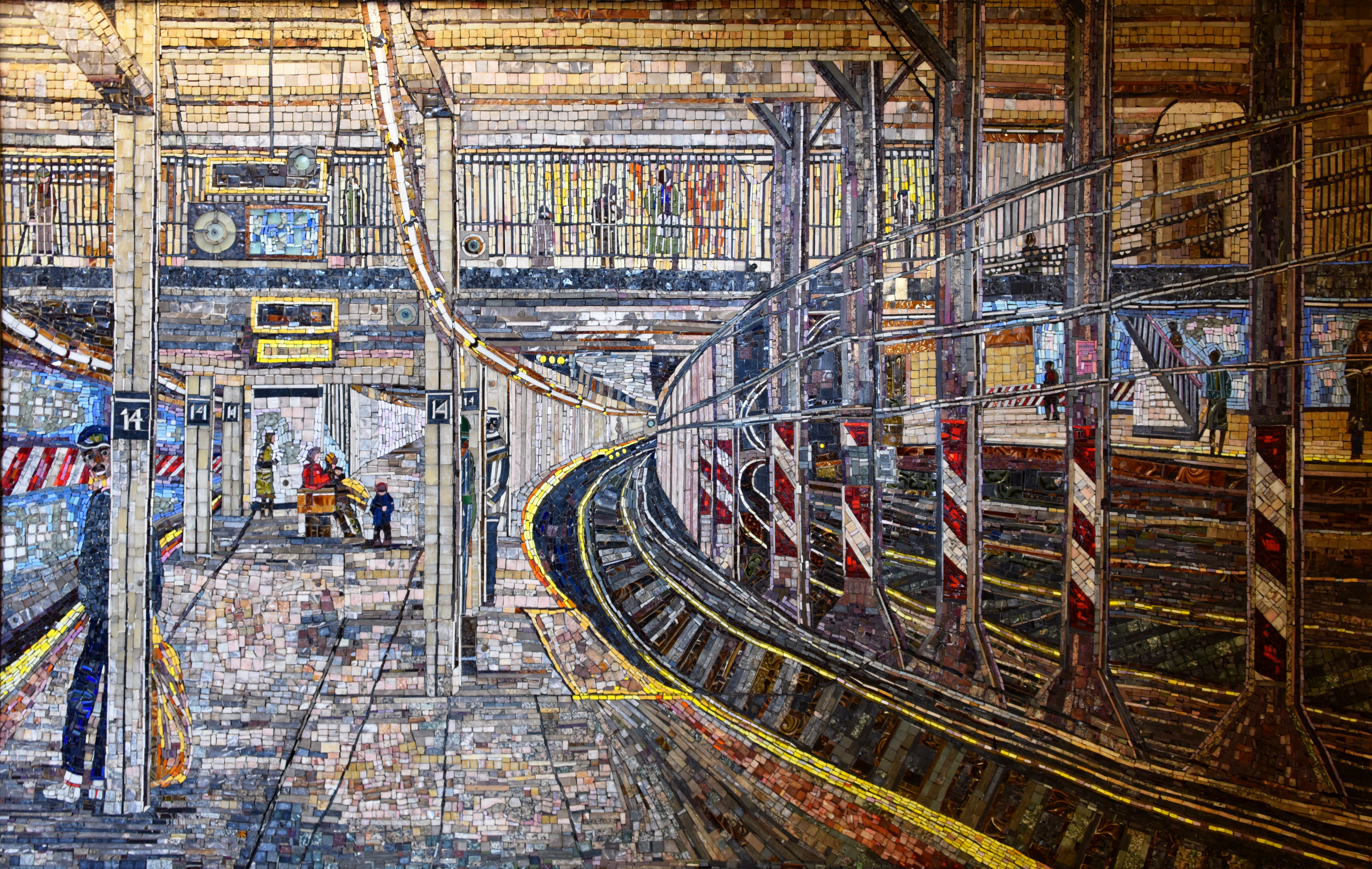
馬賽克在泉街車站顯示14街-聯合廣場車站月台

1984年12月，智利藝術家阿尔弗雷多·贾尔租下了車站內所有的廣告空間一個月，並安裝了他稱為「Rushes」的物品，顯示81張他拍攝貧窮的巴西工人在政府營運的金礦露天山挖掘的照片。在他們之間散佈的為顯示世界油價。
1994年藝術則安裝在車站北行月台閘機的樓梯上，是一個大型的馬賽克，名為《紐約市地鐵站》（New York City Subway Station），由Edith Kramer創作。其包括一幅畫顯示IRT萊辛頓大道線的14街-聯合廣場車站。

## 外部連結
- nycsubway.org—IND第八大道線: 泉街
- nycsubway.org — 紐約地鐵站藝術品，由Edith Kramer製作（1994年） （页面存档备份，存于）
- Station Reporter — C線列車
- Station Reporter — E線列車
- Google地圖街景泉街入口
- Google地圖街景范達姆街入口
- Google地圖街景月台